# Onthophagus avocettoides
Onthophagus avocettoides là một loài bọ cánh cứng trong họ Bọ hung (Scarabaeidae).